# Tammi Terrell
Thomasina Winifred Montgomery (Filadelfia, Estados Unidos; 29 de abril de 1945 - ibídem, 16 de marzo de 1970), conocida artísticamente como Tammi Terrell, fue una cantante estadounidense, una de las mayores exponentes del soul de Motown junto a su compañero de dúo Marvin Gaye. 
Terrell debutó a la edad de 13 años en un concurso local y regularmente actuaba en distintos clubes, compartiendo escenario con Gary "U.S." Bonds y Patti LaBelle. En 1961, fue descubierta por Luther Dixon y fue contratada por la discográfica Scepter. Bajo el nombre de Tammy Montgomery, debutó con el sencillo If You See Bill, seguido de The Voice of Experience al año siguiente. Después, James Brown la captó en uno de sus shows y firmó con el sello Try Me, donde lanzó el sencillo I Cried en 1963 y realizó una gira. If I Would Marry You apareció bajo el sello Chess un año más tarde, mientras estudiaba en la Universidad de Pensilvania.  
Mientras actuaba con Jerry Butler en el año 1965 en Detroit, Berry Gordy la añadió a su plantel de artistas en Motown y grabó el sencillo I Can't Believe You Love Me. Come On And See Me, This Old Heart of Mine (Is Weak For You), y Hold Me Oh My Darling siguieron a su debut en Motown. Poco después, formó un dúo con Marvin Gaye, el cual ya había participado con Mary Wells y Kim Weston. La química entre ambos fue excelente y en 1967 lanzaron el hit Ain't No Mountain High Enough, el cual fue un precedente de otros muchos. Your Precious Love alcanzó los puestos más altos un año después, en 1968, al que siguieron Ain't Nothing Like The Real Thing y You're All I Need To Get By. 
En 1967, a Terrell se le detectó un tumor cerebral después de caer desmayada en los brazos de Gaye durante un espectáculo. Terrell se tuvo que retirar de los escenarios, pero no de los estudios de grabación, a pesar de que en los últimos tiempos Marvin Gaye hacía grabaciones sobre otras anteriores de Tammi. Tras ocho operaciones, murió el 16 de marzo de 1970 en Filadelfia, a raíz de lo cual Gaye cayó en una profunda depresión y se retiró durante tres años.
Su historia quedó marcada también al sufrir malos tratos primero de James Brown, de quien se separó en 1963 tras sufrir abusos, y posteriormente de David Ruffin, cantante de The Temptations.

## Biografía
Thomasina Winifred Montgomery nació el 29 de abril de 1945 en Filadelfia, Pensilvania, Estados Unidos, hija primogénita de Jennie (nacida Graham) y Thomas Montgomery. Jennie era actriz, mientras que Thomas era barbero. Según su hermana menor, Ludie, sus padres pensaron que Tammi sería un niño y por lo tanto decidieron que llevaría el nombre del padre. Sin embargo, cuando nació se dieron cuenta de que en realidad era una niña, la llamaron Thomasina, y recibió el apodo de "Tommie", apodo que ella luego cambiaría a "Tammy" tras ver la película Tammy and the Bachelor. Alrededor de la edad de doce años, Montgomery comenzó a sufrir de dolores de cabeza y fuertes migrañas. Mientras que en aquel entonces no le dieron mucha importancia, miembros de su familia declararon luego que posiblemente sus dolores tenían relación con el tumor cerebral que se le fue diagnosticado tiempo más tarde.
A los once años, tres chicos mayores que ella la violaron al volver de casa. Según los testimonios de su hermana y otras personas allegadas recogidos en el documental Unsong (2011) salió del shock y reaccionó dando un paso adelante y más determinada a triunfar. Participó en concursos de talentos y empezó a actuar en locales de su ciudad. En 1960 el cantante Luther Dixom la llevó al sello Scepter. A los 15 años publicó su primer sencillo con el nombre de Tammi Montgomery: If You See Bill.
En 1962 trabajó como vocalista de The Red Caps hasta que conoció a James Brown, el artista que la fichó para su sello Try Me donde grabó su primer éxito I Cried y se hicieron pareja. Junto al impulso de su carrera tuvo que enfrentarse a los malos tratos. Finalmente Tammi terminó con la relación en 1963 tras una paliza.
Se alejó de la industria musical y se inscribió en la universidad de Pensilvania para estudiar matemáticas, psicología y francés hasta 1965 cuando fue invitada por Jerry Butler a participar en su show. Motown Berry Gordy la vio cantar le propuso un contrato con su discográfica que firmó cuando ella tenía 22 años. 
Conoció a los miembros de The Temptations e inició una relación con su cantante principal David Ruffin con quien sufrió nuevamente una relación de malos tratos y violencia.
En 1967 Marvin Gaye le propuso la grabación de Ain't No Mountain High Enough, escrita por Vallery Simpson y Nick Ashford. El disco triunfó y grabó United. Había roto con Ruffin y según sus biografías "había conseguido un poco más de tranquilidad al romper finalmente con Ruffin" pero se incrementaron los dolores de cabeza que había sufrido desde su infancia.
Dos meses después de que se lanzara el álbum, mientras cantaba en un concierto en Virginia, Terrell se desmayó en los brazos de Marvin Gaye. Se canceló la gira y ella regresó a Filadelfia, donde le detectaron un tumor cerebral. Tras una larga operación de la que pareció recuperarse regresó a la Motown para grabar en 1968 You Are All I Need. El tumor, sin embargo, volvió a reproducirse.
En 1969 grabó su disco en solitario Irresistible y el último con Marvin Gaye, Easy. 
Cantó por última vez junto a Marvin Gaye en el teatro Apollo de Nueva York cuando éste, en uno de sus conciertos se acercó a ella que estaba entre el público con silla de ruedas y cantaron You’re All I Need To Get By.
Murió poco después, el 16 de marzo de 1970, poco antes de cumplir los 25 años.

## Discografía
- If you see Bill (1961)
- The voice of experience (1962)
- I cried (1963)
- If i would marry you (1964)
- I can't believe you love me (1965)
- United (1967)
- Irresistible (1968)
- You are all i need (1968)
- Early show (1969)
- Easy (1969)